# Giáo hoàng Cêlestinô IV
Cêlestinô IV (Latinh: Celestinus IV) là vị giáo hoàng thứ 179 của giáo hội Công giáo.
Theo niên giám tòa thánh năm 1806 thì ông đắc cử Giáo hoàng năm 1241 và ở ngôi Giáo hoàng trong 17 hoặc 18 ngày. Niên giám tòa thánh năm 2003 xác định ông đắc cử Giáo hoàng ngày 25 tháng 10 năm 1241, ngày khai mạc chức vụ mục tử đoàn chiên chúa là ngày 28 tháng 10 và ngày kết thúc triều đại của ông là ngày 10 tháng 11 năm 1241.
Giáo hoàng Celestinus IV sinh tại Milan với tên thật là Goffredo Castiglioni. Ông là cháu gọi Giáo hoàng Urban III bằng cậu. Ông trở thành đan sĩ Hautecombe trong xứ Savoice ở đó, ông đã viết lịch sử xứ Ecosse.
Việc bầu ông đã diễn ra trong thời kỳ rối loạn do các đoàn quân của Frederic II đang bao vây Rôma. Các hồng y không nhất trí việc bầu chọn Giáo hoàng; vì thế, Viện trưởng lão và công chúng không giữ được kiên nhẫn và họ khoá cửa nhốt các hồng y – đồng theo dõi rất chặt– trong Điện Septizonium cổ kính khoá kỹ cửa trên đồi Coelian, cho đến khi các hồng y bầu chọn được Giáo hoàng.Từ đó, phát sinh ra từ "cơ mật viện".
Goffredo Castiglioni cuối cùng đã được bầu bởi chỉ 7 hồng y mà thôi, ngày 25 tháng 10 năm 1241, nhưng ông chỉ trị vì được 17 ngày. Vì quá già và bệnh tật ngài qua đời sau khi đắc cử. Ông qua đời trước khi được tấn phong và được mai táng ở Vatican bởi các hồng y đã không trốn mật tuyển viện dài ngày.